# Kongresszentrum Budapest
Das Budapester Kongresszentrum (ungarisch Budapest Kongresszusi Központ) befindet sich in der Jagelló út 1–3 im XII. Bezirk der ungarischen Hauptstadt Budapest, ungefähr einen Kilometer südlich des Südbahnhofs und zwei Kilometer westlich des Gellértberges, in der Nähe des Straßenknotens BAH (Abkürzung für Budaörsi, Alkotás und Hegyalja).
Das Kongresszentrum wurde nach Plänen von József Finta gebaut und 1984 eröffnet.
Im Kongresszentrum werden neben großen Tagungen auch Ausstellungen und Konzerte veranstaltet. Bei Konzertbestuhlung fasst das Gebäude 2.000 Plätze. Mit dem benachbarten Vier-Sterne-Hotel Novotel Budapest Congress ist es durch eine Passage verbunden. Südöstlich des Straßenknotenpunkts liegt das Hotel Mediterran.

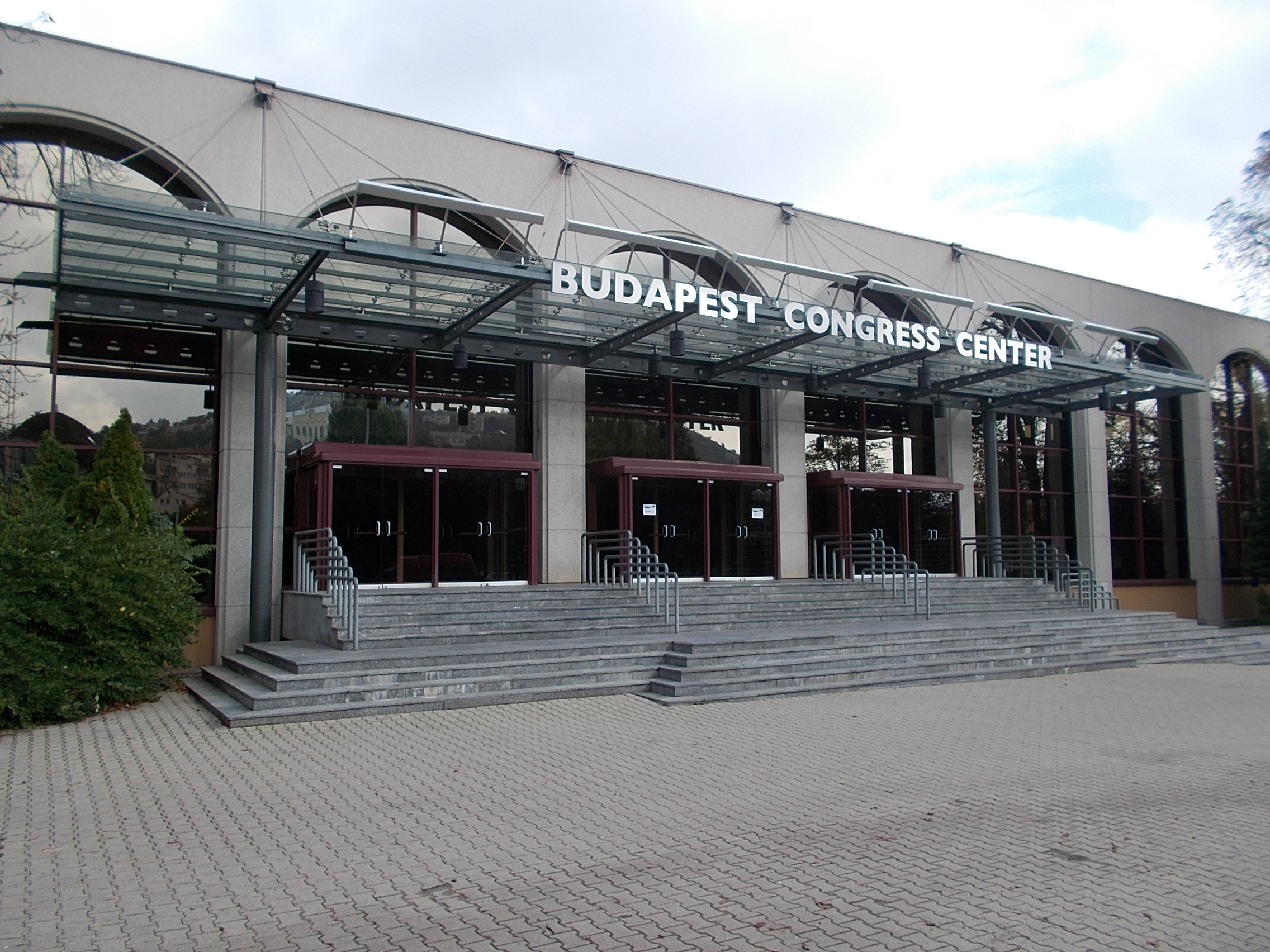
Eingang zum Kongresszentrum
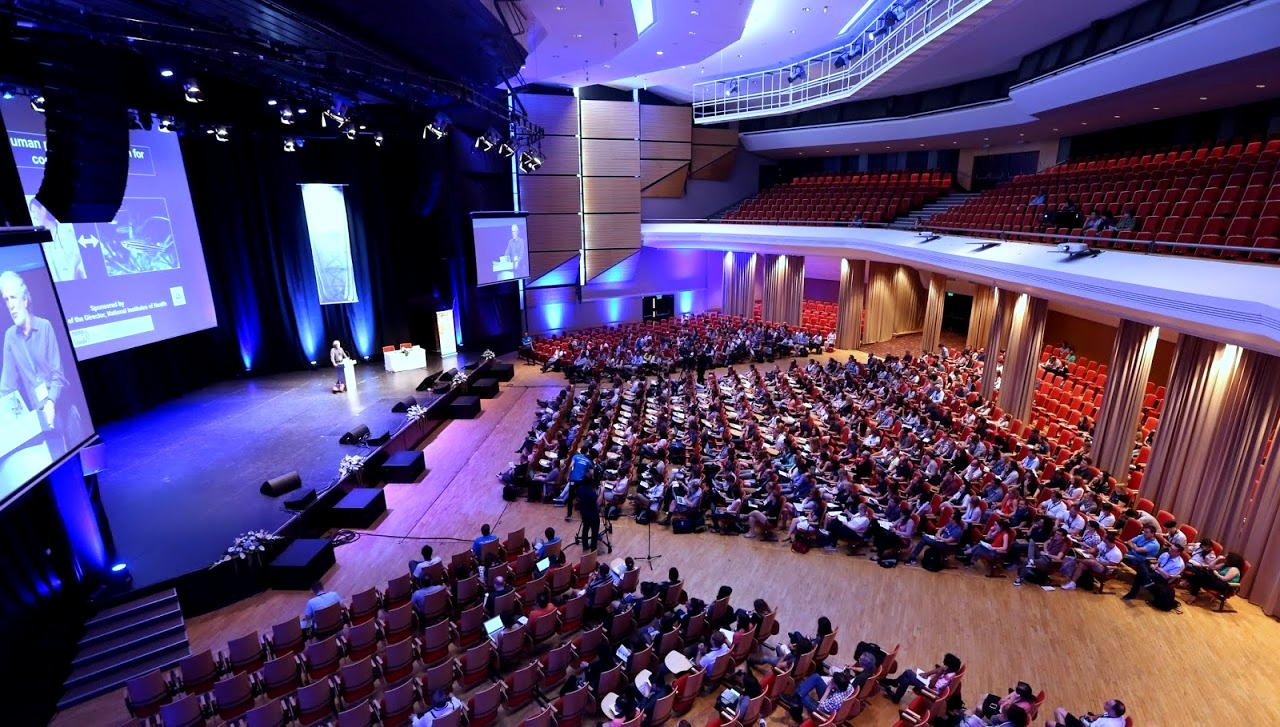
Großer Saal im Kongresszentrum
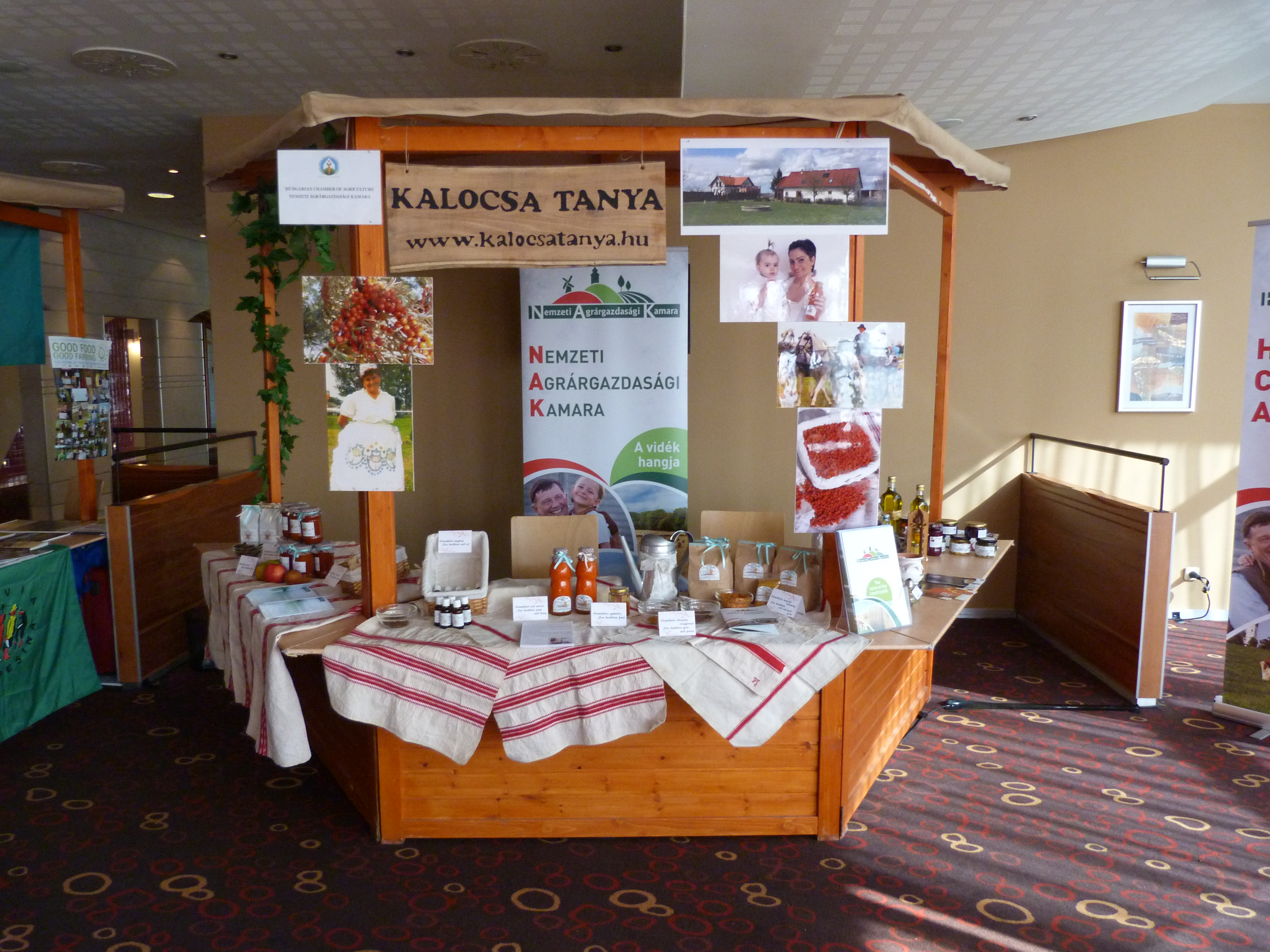
Landwirtschaftliche Ausstellung im Kongresszentrum
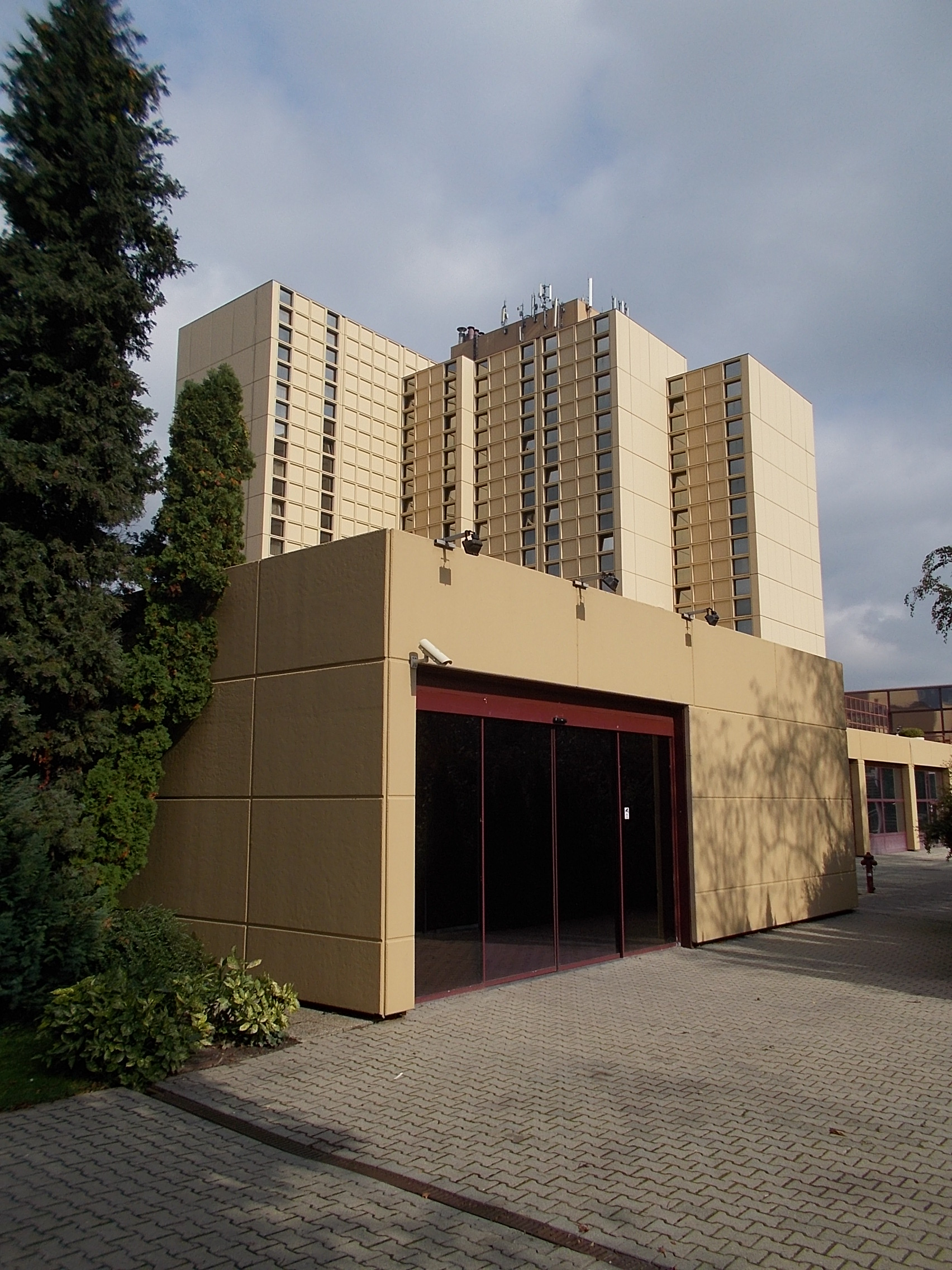
Blick auf den Novotel-Komplex